# Clueless
Clueless är en amerikansk coming of age–komedifilm från 1995 i regi av Amy Heckerling. Filmens manus, skrivet av Heckerling, är löst baserad på Jane Austens roman Emma från 1816, men istället för Austens tidiga 1800-tal utspelar sig Clueless i en nutida amerikansk high school-miljö.

## Handling
16-åriga Cher Horowitz (Alicia Silverstone) bor i ett gigantiskt hus med sin rika pappa som är stjärnadvokat, och hon går i skola i Beverly Hills. Cher och hennes bästa vän Dionne (Stacey Dash) är vackra, välklädda och populära. Höga betyg är något som man kan snacka sig till, och eftermiddagarna tillbringar de i köpcentret. Till skolan kommer en dag en ny tjej, Tai (Brittany Murphy), och Cher bestämmer att Tai behöver en helt ny image och en pojkvän.

## Rollista
- Alicia Silverstone - Cher Horowitz (döpt efter sångerskan Cher), bortskämd överklassflicka
- Paul Rudd - Josh Lucas, son till Chers pappas ex-fru, läser juridik och försöker få lite arbetslivserfarenhet genom att hjälpa Mel med hans fall.
- Brittany Murphy - Tai Fraiser, nyinflyttad till Beverly Hill high
- Stacey Dash - Dionne Davenport (döpt efter sångerskan Dionne Warwick), Chers bästa vän
- Wallace Shawn - Mr. Wendell Hall, lärare
- Justin Walker - Christian Stovitz, klasskamrat till Cher
- Donald Faison - Murray Lawrence Duvall, Dionnes pojkvän
- Twink Caplan - Miss Toby Geist, lärarinna
- Breckin Meyer - Travis, klasskamrat till Cher
- Dan Hedaya - Mel Horowitz, Chers pappa, stjärnadvokaten med hätskt humör och kort stubin men som gör allt för att skämma bort sin enda dotter.